# The Cherrytree Sessions
A The Cherrytree Sessions Lady Gaga amerikai énekesnő első hivatalos középlemeze (vagy EP-albuma), mely 2009 február 3-án jelent meg. Mindössze három számot tartalmaz, amelyek debütáló stúdióalbumának, a The Fame-nek két, akusztikus verzióban előadott száma, illetve az Eh, Eh (Nothing Else I Can Say) című dalának beatbox-verziója. A The Cherrytree Sessions először a Borders áruházakban illetve digitális letöltés által vált elérhetővé, 2010 augusztusától azonban már CD formában is kapható. A számokat a Cherrytree Records lemezcég Cherrytree House nevű épületében vették fel. A középlemez pozitív fogadtatásban részesült, a kritikusok az énekesnő hangjának tisztaságát méltatták.

## Háttér
A Cherrytree Records lemezcég honlapján megtekinthető az énekesnőnek a Cherrytree House-ban tett látogatása, a dalok felvétele. A videó azzal kezdődik, hogy Lady Gaga és Space Cowboy váratlanul megjelennek a kiadó vezetőjének, Martin Kierszenbaumnak az irodájában. A turnéjáról és élményeiről való rövid beszélgetés után, az énekesnő a Brown Eyes című dalát adta elő azon a zongorán, melyen Kierszenbaummal való első találkozásakor is játszott. Ezt követően Gaga és Space Cowboy szintetizátoraikon előadták a Just Dance leegyszerűsített verzióját. Végül az énekesnő újra visszament a zongorához, és előadta a Poker Face akusztikus változatát.

## Fogadtatás
| Kritikák       | Kritikák  |
| Forrás         | Értékelés |
| -------------- | --------- |
| Bloomberg L.P. | [ 4 ]     |
| Daily Express  | [ 5 ]     |

Mark Beech a Bloomberg L.P.-től pozitívan értékelte a The Cherrytree Sessions-t, és négyből három csillagos minősítést adott neki. Méltatta Gaga énektudását, és megjegyezte, ez az EP „megmutatja, hogy Lady Gagát nem csak a lángoló miniszoknyák és a tüzet hányó melltartók teszik.” Simon Gage, a Daily Express írója ötből három csillagos minősítést adott az albumnak, és hangot adott annak, milyen meglepetést okozott neki Gaga énektudása, amely szerinte gyakran háttérbe szorul slágereiben. „Ezekben a [...] leegyszerűsített változataiban olyan számoknak, mint a Poker Face és a Just Dance, a hangja több lehetőséget kap a tündöklésre...” - írta.

## Számlista
|    | Cím                                                                      | Szerző(k)                        | Producer(ek)         | Hossz |
| -- | ------------------------------------------------------------------------ | -------------------------------- | -------------------- | ----- |
| 1. | Poker Face (zongorán előadott verzió - élő)                              | Lady Gaga, RedOne                | Martin Kierszenbaum  | 3:38  |
| 2. | Just Dance (leegyszerűsített verzió - élő)                               | Lady Gaga, RedOne, Aliaune Thiam | RedOne, Kierszenbaum | 2:05  |
| 3. | Eh, Eh (Nothing Else I Can Say) (elektronikus zongora és szájdob verzió) | Lady Gaga, Kierszenbaum          | Kierszenbaum         | 3:03  |

## Albumlistás helyezések
A The Cherrytree Sessions egyedül Mexikó hivatalos albumeladási listájára került fel, a 45. helyen debütált 2010. augusztus 20-án. A következő héten egészen a 32. helyre lépett előre, mely a középlemez legelőkelőbb helyezése volt a listán.
| Albumlista (2010)  | Legjobb helyezés |
| ------------------ | ---------------- |
| Mexikói albumlista | 32               |

## Megjelenések
| Regió                                         | Dátum               | Formátum               | Kiadó                                        |
| --------------------------------------------- | ------------------- | ---------------------- | -------------------------------------------- |
| Kanada                                        | 2009. február 3.    | Digitális letöltés     | Universal Music                              |
| Egyesült Államok                              | 2009. február 3.    | Digitális letöltés     | Streamline, Kon Live, Cherrytree, Interscope |
| Egyesült Államok (csak a Borders áruházakban) | 2009. március 3.    | CD                     | Streamline, Kon Live, Cherrytree, Interscope |
| Egyesült Államok                              | 2010. augusztus 3.  | CD                     | Streamline, Kon Live, Cherrytree, Interscope |
| Kanada                                        | 2010. augusztus 10. | CD                     | Universal Music                              |
| Mexikó                                        | 2010. augusztus 10. | CD, digitális letöltés | Universal Music                              |

## Közreműködők
| - Mary Fagot – művészi rendezés - Vincent Herbert – ügyvezető producer, A&R - Martin Kierszenbaum – szerző, producer, A&R - Lady Gaga – szerző | - Meeno – fényképész - RedOne – szerző, producer - Aliaune Thiam – szerző - Tony Ugval – hangmérnök, hangkeverés |

Forrás:

## Fordítás
- Ez a szócikk részben vagy egészben  a   The Cherrytree Sessions című angol Wikipédia-szócikk fordításán alapul.  Az eredeti cikk szerkesztőit annak laptörténete sorolja fel. Ez a jelzés csupán a megfogalmazás eredetét és a szerzői jogokat jelzi, nem szolgál a cikkben szereplő információk forrásmegjelöléseként.

## Külső hivatkozások
- The Cherrytree Sessions Lady Gaga hivatalos oldalán